# Buddha (album)
Buddha je demo album skupiny Blink-182. Vydáno bylo v roce 1993.

## Seznam písní
1. Carousel
2. TV
3. Strings
4. Fentoozler
5. Time
6. Romeo and Rebecca
7. 21 Days
8. Sometimes
9. Point of View
10. My Pet Sally
11. Reebok Commercial
12. Toast and Bananas
13. The Girl Next Door
14. Don't